# Crítica da Filosofia do Direito de Hegel

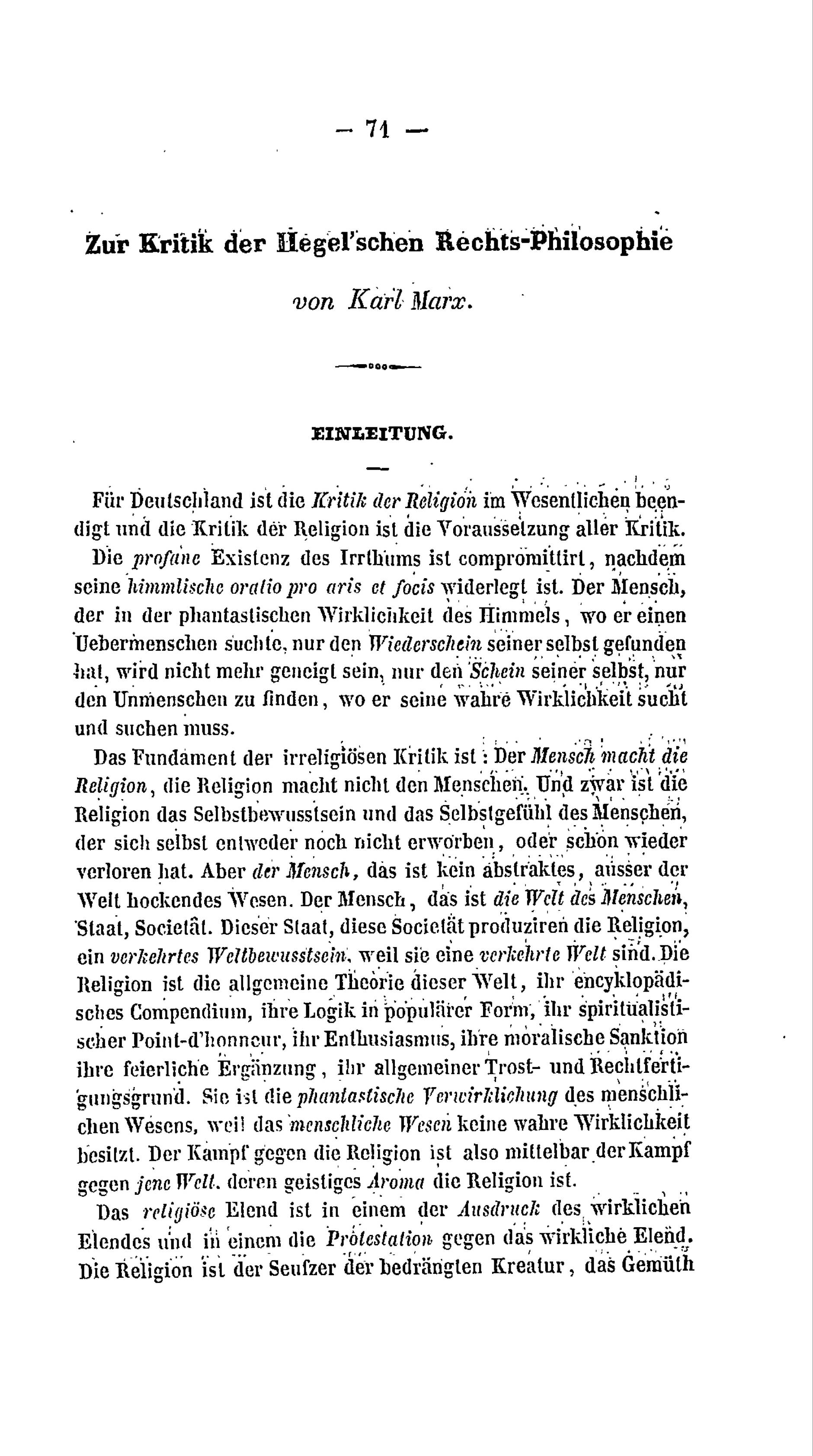
Zur Kritik der Hegelschen Rechtsphilosophie (1844, introdução)

Crítica da Filosofia do Direito de Hegel (em alemão: Zur Kritik der Hegelschen Rechtsphilosophie) é um manuscrito do filósofo político Karl Marx de 1843, publicado postumamente. Apenas a introdução — escrita por Marx entre dezembro de 1843 e janeiro de 1844 — foi publicada nos Deutsch-Französische Jahrbücher ('Anais Franco-Alemães') entre os dias 7 e 10 de fevereiro de 1844.
No manuscrito, Marx discorre sobre o livro Princípios da Filosofia do Direito de Georg Wilhelm Friedrich Hegel, de 1820, parágrafo por parágrafo. Uma das maiores críticas de Marx a Hegel no documento é o fato de que muitos dos seus argumentos dialéticos iniciam-se com abstrações. 
Neste trabalho, encontra-se a famosa máxima sobre a religião: " é o ópio do povo".  Além disso, o texto contém  formulações  de Marx sobre a teoria da alienação, que, por sua vez, foi inspirada nos trabalhos de Ludwig Feuerbach.